# Campionati statunitensi di sci alpino 2022
I Campionati statunitensi di sci alpino 2022 si sono svolti a Sugarloaf dal 23 al 31 marzo; il programma includeva gare di discesa libera, supergigante, slalom gigante e slalom speciale, sia maschili sia femminili, ma i supergiganti sono stati annullati. 
Trattandosi di competizioni valide anche ai fini del punteggio FIS, vi hanno potuto partecipare anche sciatori di altre federazioni, senza che questo consenta loro di concorrere al titolo nazionale statunitense. 

## Risultati

### Uomini

#### Discesa libera
| Pos. | Atleta             | Nazione     | Tempo   |
| ---- | ------------------ | ----------- | ------- |
| 1    | Jared Goldberg     | Stati Uniti | 1:10,34 |
| 2    | Jeffrey Read       | Canada      | 1:10,64 |
| 3    | Broderick Thompson | Canada      | 1:10,65 |
| 4    | Sam Morse          | Stati Uniti | 1:11,15 |
| 5    | Erik Arvidsson     | Stati Uniti | 1:11,35 |
| 5    | Trevor Philp       | Canada      | 1:11,35 |
| 7    | Brodie Seger       | Canada      | 1:11,37 |
| 8    | Isaiah Nelson      | Stati Uniti | 1:11,60 |
| 9    | Sam Mulligan       | Canada      | 1:11,80 |
| 10   | Luke Kearing       | Stati Uniti | 1:11,94 |

Data: 23 marzo

#### Supergigante
La gara, originariamente in programma il 25 marzo, è stata annullata.

#### Slalom gigante
| Pos. | Atleta               | Nazione     | Tempo   |
| ---- | -------------------- | ----------- | ------- |
| 1    | George Steffey       | Stati Uniti | 2:08,29 |
| 2    | Brian McLaughlin     | Stati Uniti | 2:08,62 |
| 3    | Tobias Kogler        | Austria     | 2:08,63 |
| 4    | Patrick Kenney       | Stati Uniti | 2:09,16 |
| 5    | Bridger Gile         | Stati Uniti | 2:09,29 |
| 6    | Louis Muhlen-Schulte | Australia   | 2:09,71 |
| 7    | Justin Alkier        | Canada      | 2:09,93 |
| 8    | Asher Jordan         | Canada      | 2:10,12 |
| 8    | Isaiah Nelson        | Stati Uniti | 2:10,12 |
| 10   | Tormis Laine         | Estonia     | 2:10,63 |

Data: 30 marzo

#### Slalom speciale
| Pos. | Atleta           | Nazione     | Tempo   |
| ---- | ---------------- | ----------- | ------- |
| 1    | Jett Seymour     | Stati Uniti | 1:28,18 |
| 2    | Benjamin Ritchie | Stati Uniti | 1:28,71 |
| 3    | George Steffey   | Stati Uniti | 1:28,98 |
| 4    | Luke Winters     | Stati Uniti | 1:29,26 |
| 5    | Justin Alkier    | Canada      | 1:29,65 |
| 6    | Bridger Gile     | Stati Uniti | 1:29,76 |
| 7    | Alex Leever      | Stati Uniti | 1:29,87 |
| 8    | Asher Jordan     | Canada      | 1:30,16 |
| 9    | Jay Poulter      | Stati Uniti | 1:30,17 |
| 10   | Simon Fournier   | Canada      | 1:30,23 |

Data: 29 marzo

### Donne

#### Discesa libera
| Pos. | Atleta                | Nazione     | Tempo   |
| ---- | --------------------- | ----------- | ------- |
| 1    | Isabella Wright       | Stati Uniti | 1:12,83 |
| 2    | Jacqueline Wiles      | Stati Uniti | 1:13,59 |
| 3    | Keely Cashman         | Stati Uniti | 1:13,62 |
| 4    | Patricia Mangan       | Stati Uniti | 1:13,95 |
| 5    | Stefanie Fleckenstein | Canada      | 1:14,32 |
| 6    | Lauren Macuga         | Stati Uniti | 1:14,81 |
| 7    | Katrina Van Soest     | Canada      | 1:15,77 |
| 8    | Candace Crawford      | Canada      | 1:15,82 |
| 9    | Allison Mollin        | Stati Uniti | 1:16,07 |
| 10   | Ava Sunshine Jemison  | Stati Uniti | 1:16,90 |

Data: 23 marzo

#### Supergigante
La gara, originariamente in programma il 25 marzo, è stata annullata.

#### Slalom gigante
| Pos. | Atleta           | Nazione     | Tempo   |
| ---- | ---------------- | ----------- | ------- |
| 1    | Britt Richardson | Canada      | 2:01,89 |
| 2    | Paula Moltzan    | Stati Uniti | 2:02,04 |
| 3    | A J Hurt         | Stati Uniti | 2:03,80 |
| 4    | Katie Hensien    | Stati Uniti | 2:04,20 |
| 5    | Kaja Norbye      | Norvegia    | 2:04,30 |
| 6    | Patricia Mangan  | Stati Uniti | 2:04,35 |
| 7    | Tatum Grosdidier | Stati Uniti | 2:04,58 |
| 8    | Amelia Smart     | Canada      | 2:04,61 |
| 9    | Allie Resnick    | Stati Uniti | 2:04,90 |
| 10   | Julia Toiviainen | Finlandia   | 2:05,02 |

Data: 31 marzo

#### Slalom speciale
| Pos. | Atleta                | Nazione     | Tempo   |
| ---- | --------------------- | ----------- | ------- |
| 1    | Paula Moltzan         | Stati Uniti | 1:32,28 |
| 2    | Katie Hensien         | Stati Uniti | 1:35,09 |
| 3    | A J Hurt              | Stati Uniti | 1:35,13 |
| 4    | Amelia Smart          | Canada      | 1:35,66 |
| 5    | Kristiane Bekkestad   | Norvegia    | 1:36,05 |
| 6    | Carissa Cassidy       | Stati Uniti | 1:36,55 |
| 7    | Kaja Norbye           | Norvegia    | 1:37,09 |
| 8    | Stefanie Fleckenstein | Canada      | 1:37,21 |
| 9    | Denise Dingsleder     | Stati Uniti | 1:37,37 |
| 10   | Madeleine Dekko       | Stati Uniti | 1:37,81 |

Data: 29 marzo